# Comissari Europeu de Treball, Assumptes Socials i Integració
El Comissari Europeu de Treball, Assumptes Socials i Integració és un membre de la Comissió Europea responsable de la gestió del treball, el benestar social i la discriminació en la Unió Europea (UE).
L'actual comissari responsable d'aquesta cartera és la belga Marianne Thyssen.

## Orígens
En la formació de la Comissió Hallstein l'any 1958 es creà la cartera del Comissari Europeu d'Assumptes Socials, cartera que adoptà l'any 1973 en la formació de la Comissió Ortoli el nom de Comissari Europeu de Treball i Assumptes Socials. En la formació de la Comissió Barroso l'any 2004 adoptà el seu nom de Comissari Europeu de Treball, Assumptes Socials i Igualtat d'Oportunitats, el 2010 es canvià el nom a Comissari Europeu de Treball, Assumptes Socials i Integració.

## Comissari Europeu de Treball, Assumptes Socials i Integració
| Comissió                                                                  | Inici                                 | Finalització                          | Nom                                   | País                                  | Partit                                |
| Comissari Europeu d'Assumptes Socials                                     | Comissari Europeu d'Assumptes Socials | Comissari Europeu d'Assumptes Socials | Comissari Europeu d'Assumptes Socials | Comissari Europeu d'Assumptes Socials | Comissari Europeu d'Assumptes Socials |
| Hallstein I                                                               |                                       |                                       |                                       |                                       |                                       |
| ------------------------------------------------------------------------- | ------------------------------------- | ------------------------------------- | ------------------------------------- | ------------------------------------- | ------------------------------------- |
| Hallstein I                                                               | 7 de gener de 1958                    | 8 de febrer de 1961                   | Giuseppe Petrilli                     | Itàlia                                | cap                                   |
| Hallstein I                                                               | 8 de febrer de 1961                   | 9 de gener de 1962                    | Lionello Levi Sandri                  | Itàlia                                | PSI                                   |
| Hallstein II                                                              |                                       |                                       |                                       |                                       |                                       |
| 10 de gener de 1962                                                       | 30 de juny de 1967                    | Lionello Levi Sandri                  | Itàlia                                | PSI                                   |                                       |
| Rey                                                                       |                                       |                                       |                                       |                                       |                                       |
| 2 de juliol de 1967                                                       | 30 de juny de 1970                    | Lionello Levi Sandri                  | Itàlia                                | PSI                                   |                                       |
| Malfatti                                                                  |                                       |                                       |                                       |                                       |                                       |
| 1 de juliol de 1970                                                       | 21 de març de 1972                    | Albert Coppé                          | Bèlgica                               | CD&V                                  |                                       |
| Mansholt                                                                  |                                       |                                       |                                       |                                       |                                       |
| 22 de març de 1972                                                        | 5 de gener de 1973                    | Albert Coppé                          | Bèlgica                               | CD&V                                  |                                       |
| Comissari Europeu de Treball i Assumptes Socials                          |                                       |                                       |                                       |                                       |                                       |
| Ortoli                                                                    |                                       |                                       |                                       |                                       |                                       |
| 6 de gener de 1973                                                        | 5 de gener de 1977                    | Patrick Hillery                       | Irlanda                               | FF                                    |                                       |
| Jenkins                                                                   |                                       |                                       |                                       |                                       |                                       |
| 6 de gener de 1977                                                        | 5 de gener de 1981                    | Henk Vredeling                        | Països Baixos                         | PvdA                                  |                                       |
| Thorn                                                                     |                                       |                                       |                                       |                                       |                                       |
| 6 de gener de 1981                                                        | 5 de gener de 1985                    | Ivor Richard                          | Regne Unit                            | Lab.                                  |                                       |
| Delors I                                                                  |                                       |                                       |                                       |                                       |                                       |
| 6 de gener de 1985                                                        | 5 de gener de 1989                    | Peter Sutherland                      | Irlanda                               | FG                                    |                                       |
| 5 de gener de 1986                                                        | 5 de gener de 1989                    | Manuel Marín                          | Espanya                               | PSOE                                  |                                       |
| Delors II                                                                 |                                       |                                       |                                       |                                       |                                       |
| 6 de gener de 1989                                                        | 5 de gener de 1993                    | Vasso Papandreou                      | Grècia                                | PASOK                                 |                                       |
| Delors III                                                                |                                       |                                       |                                       |                                       |                                       |
| 6 de gener de 1993                                                        | 22 de gener de 1995                   | Pádraig Flynn                         | Irlanda                               | FF                                    |                                       |
| Santer                                                                    |                                       |                                       |                                       |                                       |                                       |
| 23 de gener de 1995                                                       | 15 de març de 1999                    | Pádraig Flynn                         | Irlanda                               | FF                                    |                                       |
| Marín                                                                     |                                       |                                       |                                       |                                       |                                       |
| 16 de març de 1999                                                        | 15 de setembre de 1999                | Pádraig Flynn                         | Irlanda                               | FF                                    |                                       |
| Prodi                                                                     |                                       |                                       |                                       |                                       |                                       |
| 16 de setembre de 1999                                                    | 18 de febrer de 2004                  | Anna Diamandopulu                     | Grècia                                | PASOK                                 |                                       |
| 18 de febrer de 2004                                                      | 21 de novembre de 2004                | Stavros Dimas                         | Grècia                                | ND                                    |                                       |
| Comissari Europeu de Treball, Assumptes Socials i Igualtat d'Oportunitats |                                       |                                       |                                       |                                       |                                       |
| Barroso I                                                                 |                                       |                                       |                                       |                                       |                                       |
| 22 de novembre de 2004                                                    | 9 de febrer de 2010                   | Vladimír Špidla                       | Txèquia                               | ČSSD                                  |                                       |
| Comissari Europeu de Treball, Assumptes Socials i Integració              |                                       |                                       |                                       |                                       |                                       |
| Barroso II                                                                |                                       |                                       |                                       |                                       |                                       |
| 9 de febrer de 2010                                                       | 2014                                  | László Andor                          | Hongria                               | MSZP                                  |                                       |
| Juncker                                                                   |                                       |                                       |                                       |                                       |                                       |
| 2014                                                                      | actualitat                            | Marianne Thyssen                      | Bèlgica                               |                                       |                                       |